# Kamperzeedijk-West
Kamperzeedijk-West est un hameau situé dans la commune néerlandaise de Zwartewaterland, dans la province d'Overijssel. Le 1er janvier 2006, ce hameau comptait 120 habitants.